# Santiago Espel
Santiago Espel (cuyo nombre completo es Santiago Carlos Espel) es un escritor y editor argentino nacido en Buenos Aires en 1960. Es hermano del músico y compositor Guillo Espel.

## Biografía
Espel recibió el premio de la Sociedad Argentina de Escritores por su primer volumen de poesía, rapé (1988). De 1990 a 1999 fue editor de la revista bilingüe La Carta de Oliver. Ha publicado diecisiete libros de poesía, dos de ensayo y una novela. Por Misas en Harlem recibió el primer premio de Poesía Nacional Ramón Plaza en 1993. La claridad meridiana recibió una mención de honor en el Concurso Internacional Letras de oro 2000 y fue galardonada con la Medalla de Honor Horacio Rega Molina en 2003. En 2003 su poemario El margen recibió una mención en el Primer Concurso Provincial de Poesía "Francisco López Merino".
En 1995 se publicó la única novela de Espel, La Santa Mugre o el País de Cucaña. El autor ha sido miembro de la Sociedad de los Poetas Vivos y ha participado del consejo editorial de la revista de poesía Omero. Su poesía también figura en Signos vitales. Una antología poética de los ochenta (2002), con selección y prólogo de Daniel Fara.

## Obras
Poesía
- rapé (Ediciones Filofalsía, 1988).
- Pavesas & muelles (Calle Abajo, 1990).
- Misas en Harlem (Elefante en el bazar, 1993).
- Cantos bizarros (La Carta de Oliver, 1998).
- La claridad meridiana (La Carta de Oliver, 2001).
- La vispera sí (Revista Omero, 2002).
- Isoca (La Carta de Oliver, 2004).
- Vulgata (La Carta de Oliver, 2006).
- 100 haikus (La Carta de Oliver, 2008).
- Cuaderno acústico (La Carta de Oliver, 2010).
- La penitencia (La Carta de Oliver, 2012).
- Mesa de entradas (La Carta de Oliver, 2015).
- Breviario exótico de accidentes poéticos (La Carta de Oliver, 2016).
- Photo Carné (Crónica de una distorsión expresiva) (La Carta de Oliver, 2018).
- El Pan de la rabia & El vals (La Carta de Oliver, 2019).
- Su Señoría (Una meditación sobre la lectura) (La Carta de Oliver, 2020).
- Esto que a secas llamamos patria (Compendio práctico y teórico) (La Carta de Oliver, 2023).

Novela
- La Santa Mugre o el País de Cucaña (Grupo Editor Lantinoamericano, 1995).

Ensayo
- Notas sobre poesía (La Carta de Oliver, 2013).

- Nuevas notas sobre poesía (La Carta de Oliver, 2021).

## Enlaces web
- Huesía II - Santiago Espel
- El Nuevo Cántaro - 5.º Encuentro Poético - Una muestra breve de los poetas que participaron
- Entrevista a Santiago Espel por Rolando Revagliatti: https://letralia.com/entrevistas/2016/05/08/santiago-espel-creo-que-el-hombre-al-final-de-la-manera-que-sea-llegara-a-ser-hombre/

- Datos: Q2223491